# Gornji Orahovac (Czarnogóra)
Gornji Orahovac (cyr. Горњи Ораховац) – wieś w Czarnogórze, w gminie Kotor. W 2011 roku liczyła 19 mieszkańców.